# Ústí (powiat Vsetín)
Ústí – gmina w Czechach, w powiecie Vsetín, w kraju zlińskim. Według danych z dnia 1 stycznia 2012 liczyła 640 mieszkańców.
Gmina leży u ujścia (nazwa ústí oznacza w języku czeskim właśnie ujście) potoku Senice do Górnej Beczwy.
Przed 1992 rokiem gmina należała do miasta Vsetín.